# Марко Поло (місячний кратер)
Кра́тер Ма́рко По́ло (лат. Marco Polo) — великий метеоритний кратер у південній частині гір Апенніни на видимому боці Місяця. Назву присвоєно в честь італійського купця і мандрівника Марко Поло (1254—1324) й затверджено Міжнародним астрономічним союзом у 1961 році.

## Опис кратера

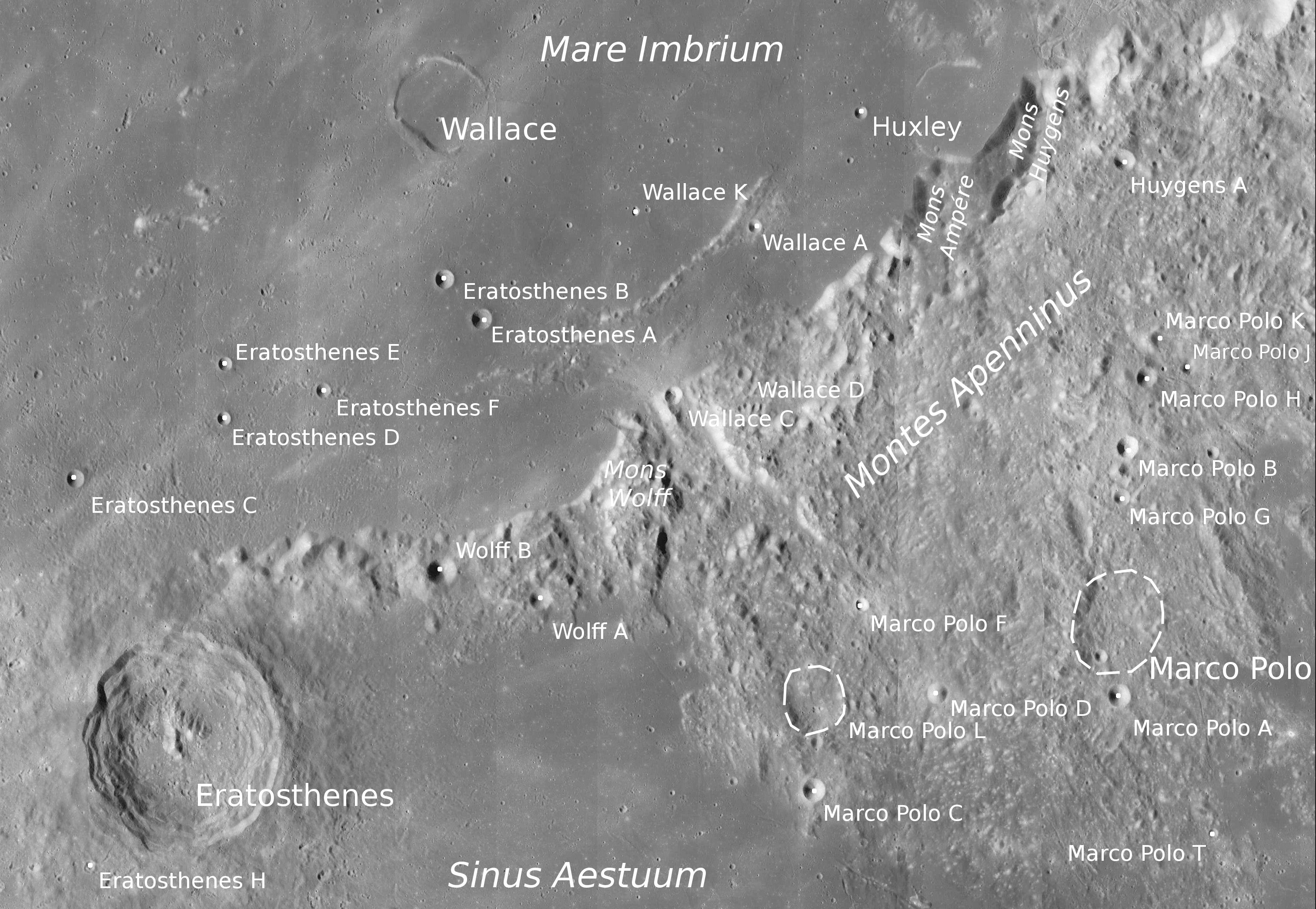
Околиці кратера Марко Поло. Світлина зонда Lunar Reconnaissance Orbiter

Найближчими сусідами кратера є кратер Конон на півночі; кратер Янгель на сході північному сході; кратер Укерт на півдні південному сході і кратер Боде на півдні. На південний захід від кратера Марко Поло розташовується Затока Спеки; на північному-заході лежить Море Дощів; на північному сході — Затока Вірності; на сході — Море Парів; на півдні Затока Центральна. Селенографічні координати центру кратера 15°31′ пн. ш. 2°03′ зх. д. / 15.52° пн. ш. 2.05° зх. д., діаметр 28,3 км, глибина 360 м.
Кратер Марко Поло практично повністю зруйнований і важко помітний на фоні навколишньої місцевості, збереглася лише західна частина його валу. Південна частина валу перекрита сателітним кратером Марко Поло A (див. нижче), північна частина валу розсічена декількома ущелинами. Кратер Марко Поло внесений Асоціацією місячної і планетарної астрономії (ALPO) до списку кратерів з темними радіальними смугами на внутрішньому схилі.

## Сателітні кратери
| Марко Поло | Координати                                              | Діаметр, км |
| ---------- | ------------------------------------------------------- | ----------- |
| A          | 14°54′ пн. ш. 1°58′ зх. д. / 14.9° пн. ш. 1.96° зх. д.  | 6,4         |
| B          | 17°11′ пн. ш. 1°53′ зх. д. / 17.18° пн. ш. 1.88° зх. д. | 6,4         |
| C          | 14°02′ пн. ш. 5°01′ зх. д. / 14.03° пн. ш. 5.01° зх. д. | 6,3         |
| D          | 14°56′ пн. ш. 3°47′ зх. д. / 14.93° пн. ш. 3.79° зх. д. | 5,8         |
| F          | 15°44′ пн. ш. 4°32′ зх. д. / 15.73° пн. ш. 4.53° зх. д. | 3,7         |
| G          | 16°43′ пн. ш. 1°56′ зх. д. / 16.72° пн. ш. 1.93° зх. д. | 4,4         |
| H          | 17°49′ пн. ш. 1°41′ зх. д. / 17.81° пн. ш. 1.69° зх. д. | 5,7         |
| J          | 17°54′ пн. ш. 1°16′ зх. д. / 17.9° пн. ш. 1.27° зх. д.  | 4,4         |
| K          | 18°08′ пн. ш. 1°30′ зх. д. / 18.13° пн. ш. 1.5° зх. д.  | 9,5         |
| L          | 14°49′ пн. ш. 5°01′ зх. д. / 14.82° пн. ш. 5.02° зх. д. | 18,5        |
| M          | 17°32′ пн. ш. 1°07′ зх. д. / 17.54° пн. ш. 1.12° зх. д. | 38,1        |
| P          | 16°58′ пн. ш. 0°19′ зх. д. / 16.97° пн. ш. 0.32° зх. д. | 28,1        |
| S          | 17°46′ пн. ш. 0°01′ сх. д. / 17.76° пн. ш. 0.01° сх. д. | 22,1        |
| T          | 13°38′ пн. ш. 1°01′ зх. д. / 13.63° пн. ш. 1.02° зх. д. | 2,7         |

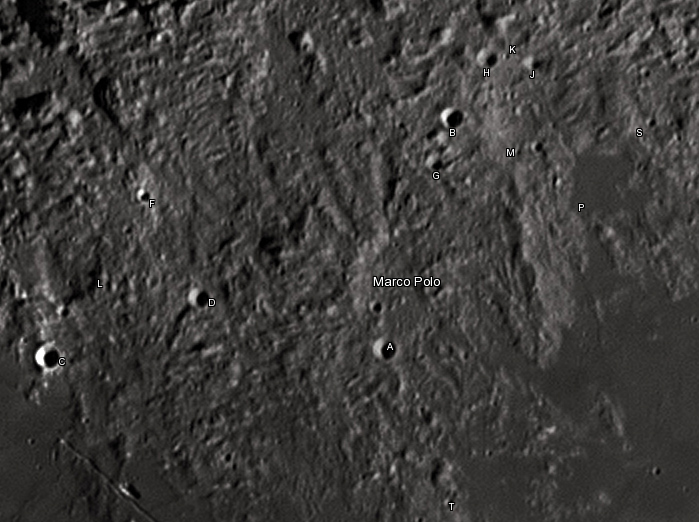
Світлина Девіда Кемпбелла.

- Сателітні кратери Марко Поло D і Марко Поло F увійшли до списку кратерів з яскравою системою променів Асоціації місячної і планетарної астрономії (ALPO)[5].